# (15788) 1993 SB
(15788) 1993 SB – planetoida z grupy obiektów transneptunowych.

## Odkrycie
Planetoida została odkryta 16 września 1993 roku przez amerykańskich astronomów Iwana Williamsa, Alana Fitzsimmonsa i Donalda O’Ceallaigha z obserwatorium na La Palma.
Nazwa planetoidy jest prowizoryczna.

## Orbita
Orbita (15788) 1993 SB nachylona jest do płaszczyzny ekliptyki pod kątem 1,9°. Na jeden obieg wokół Słońca ciało to potrzebuje 244,93 roku, krążąc w średniej odległości 39,15 j.a. od Słońca. Jest to plutonek, pozostaje on w rezonansie orbitalnym 3:2 z Neptunem.

## Właściwości fizyczne
(15788) 1993 SB ma średnicę ok. 130 km. Jego albedo wynosi ok. 0,09, a jasność absolutna to 7,7m. Temperatura na powierzchni tego ciała oceniana jest na 44 K.